# Schwentinental
Schwentinental est une ville de l'arrondissement de Plön (Kreis Plön) du Land de Schleswig-Holstein, en Allemagne.

## Géographie
La ville se trouve au sud-est de Kiel, en bordure du fleuve Schwentine.

## Histoire
Le quartier de Klausdorf a été mentionné pour la première fois dans un document officiel le 9 décembre 1224. La ville de Schwentinental a été créée à la suite de la fusion des communes de Klausdorf et Raisdorf en 2008.

## Personnalités liées à la ville
- Thomas Reineck (1967-), kayakiste né à Klausdorf.

## Jumelages
- Pernegg (Autriche) depuis le 10 avril 1987
- Goldberg (Allemagne) depuis le 6 octobre 1990
- Schöneiche bei Berlin (Allemagne) depuis le 11 mai 1991